# نشان ملی بوروندی
نشان ملی بوروندی، که در سال ۱۹۶۶ به تصویب رسید، شامل یک سپر است که توسط سه نیزه احاطه شده است. روی سپر شعار ملی و همچنین سر شیر است. در پشت سپر سه نیزه سنتی آفریقایی متقاطع وجود دارد. در زیر سپر شعار ملی بوروندی که به زبان فرانسوی است روی یک طومار ظاهر می‌شود: Unité, Travail, Progrès (معنی: وحدت، کار، پیشرفت).

## نگارخانه

نشان کمپانی آلمان شرقی آفریقا
نشان پیشنهادی آفریقای شرقی آلمان (۱۹۱۴)
نشان روآندا-اوروندی (۱۹۱۶-۱۹۶۲)
نشان پادشاهی بوروندی (۱۹۶۲-۱۹۶۶)